# Baby Batter
Baby Batter je čtvrté sólové studiové album amerického kytaristy Harveyho Mandela. Vydalo jej v roce 1971 hudební vydavatelství Janus Records (jde o jeho první album vydané touto společností). V Německu vydala toto album společnost Bellaphon pod názvem Electronic Progress. Stejně jako v předchozích případech byl producentem alba Abe Kesh. V Mandělově diskografii jde po předchozím albu Games Guitars Play, kde se nacházelo několik zpívaných písní, návrat k instrumentální hudbě. Žánrově je album orientováno k jazzové hudbě. V titulní písni „Baby Batter“ je použit hlas Mandelova syna Erica; dvojice spolu později spolupracovala i na albu West Coast Killaz.

## Seznam skladeb
Autorem všech skladeb je Harvey Mandel.
| Pořadí | Název            | Délka |
| ------ | ---------------- | ----- |
| 1.     | Baby Batter      | 3:45  |
| 2.     | Midnight Sun     | 6:15  |
| 3.     | One Way Street   | 4:20  |
| 4.     | Morton Gove MaMa | 4:53  |
| 5.     | Freedom Ball     | 6:15  |
| 6.     | El Stinger       | 7:15  |
| 7.     | Hank the Ripper  | 5:11  |

## Obsazení
- Harvey Mandel – elektrická a akustická kytara
- Larry Taylor – baskytara
- Howard Wales – varhany, elektrické piano
- Mike Melvoin – varhany, elektrické piano
- Colin Bailey – bicí
- Paul Lagos – bicí
- Emil Richards – perkuse
- Joe Picaro – perkuse
- Sandra Crouch – tamburína
- Big Black – konga
- Eric Mandel – hlas v „Baby Batter“